# Enrico Cappellini
Enrico Cappellini war ein italienischer Dokumentarfilmer.
Cappellini veröffentlichte 1953 den selbst produzierten, fotografierten und gedrehten Dokumentarfilm La via del Sud über die italienische Kolonialpolitik in Afrika.

## Film
- 1953: La via del Sud[2]